# Liste der Stolpersteine in Heilbad Heiligenstadt
Die Liste der Stolpersteine in Heilbad Heiligenstadt enthält alle Stolpersteine, die im Rahmen des gleichnamigen Kunst-Projekts von Gunter Demnig in Heilbad Heiligenstadt verlegt wurden. Mit ihnen soll an Opfer des Nationalsozialismus erinnert werden, die in Heilbad Heiligenstadt lebten und wirkten.
| Adresse                                               | Person, Inschrift                               | Verlegedatum | Bild | Anmerkung |
| ----------------------------------------------------- | ----------------------------------------------- | ------------ | ---- | --- |
| Auf der Rinne 17 (Redemptoristenkloster)              | Pater Hermann-Joseph Vell C.Ss.R. (1894–1965)   | 9.11.2007    |      | |
| Auf der Rinne 17 (Redemptoristenkloster)              | Pater Josef Averesch C.Ss.R. (1902–1949)        | 9.11.2007    |      | |
| Petristraße 25                                        | Alexander Loewenthal (1872–1943)                | 9.11.2007    |      | |
| Petristraße 25                                        | Gertrud Loewenthal (1882–1944)                  | 9.11.2007    |      | |
| Petristraße 25                                        | Gerhard Loewenthal (1904–1990)                  | 9.11.2007    |      | |
| Petristraße 25                                        | Ewald Loewenthal (1908–1973)                    | 9.11.2007    |      | |
| Petristraße 25                                        | Hans Loewenthal (1912–2003)                     | 9.11.2007    |      | |
| Petristraße 25                                        | Dr. Siegfried Loewenthal (1874–1951)            | 9.11.2007    |      | der auf dem Stolperstein angegebene Jahrgang (1873) ist falsch; richtig ist 1874. Siegfried Loewenthal Ist am 16. August 1874 in Heiligenstadt geboren |
| Schillerstraße 2                                      | Hermann Ilberg (1864–1942)                      | 9.11.2007    |      | |
| Schillerstraße 2                                      | Rosa Ilberg (1861–1943)                         | 9.11.2007    |      | |
| Stubenstraße 14 (ehemalige Synagoge)                  | Stolperstein vor der ehem. Synagoge (1873–1940) | 9.11.2007    |      | zur Zeit entfernt |
| Richteberg 12                                         | Herbold Löwenstein (1872–1944)                  | 10.8.2009    |      | |
| Richteberg 12                                         | Pauline Löwenstein (1876–1947)                  | 10.8.2009    |      | |
| Bahnhofstraße 22                                      | Alfred Weil (1873–1943)                         | 10.8.2009    |      | |
| Bahnhofstraße 22                                      | Selma Weil (1889–1943)                          | 10.8.2009    |      | |
| Bahnhofstraße 22                                      | Margot Weil (1912 – überlebte)                  | 10.8.2009    |      | |
| Stubenstraße 20                                       | Julius Meyerstein (1898 – ermordet)             | 10.8.2009    |      | |
| Stubenstraße 20                                       | Brunhilde Meyerstein (1900 – ermordet)          | 10.8.2009    |      | |
| Kasseler Tor 4                                        | Hugo Dornhofer (1896–1977)                      | 10.8.2009    |      | zur Zeit entfernt |
| Kasseler Tor 19                                       | Erwin Hildesheimer (1901 – überlebte)           | 10.8.2009    |      | |
| Kasseler Tor 19                                       | Vera Hildesheimer (1907–2001)                   | 10.8.2009    |      | |
| Kasseler Tor 19                                       | Eva Hildesheimer (1935 – überlebte)             | 10.8.2009    |      | |
| Ibergstraße 12                                        | Julius Haase (1879 – überlebte)                 | 10.8.2009    |      | |
| Ibergstraße 12                                        | Regine Haase (1881 – überlebte)                 | 10.8.2009    |      | |
| Ibergstraße 12                                        | Herta Haase (1910 – überlebte)                  | 10.8.2009    |      | |
| Ibergstraße 12                                        | Margot Haase (1911 – überlebte)                 | 10.8.2009    |      | |
| Ibergstraße 12                                        | Hella Haase (1919 – überlebte)                  | 10.8.2009    |      | |
| Knickhagen 15                                         | Superintendent Ludolf Müller (1882–1959)        | 18.3.2015    |      | |
| Marktplatz 5                                          | Pfarrer Franz Zeuch (1883–1964)                 | 18.3.2015    |      | |
| Kasseler Tor 18 (heute Neubau Katholisches Gymnasium) | Regina Schwabe (1865 – überlebte)               | 18.3.2015    |      | |
| Kasseler Tor 18 (heute Neubau Katholisches Gymnasium) | Alfred Schwabe (1900 – überlebte)               | 18.3.2015    |      | |
| Kasseler Tor 18 (heute Neubau Katholisches Gymnasium) | Max Schwabe (1906 – überlebte)                  | 18.3.2015    |      | |
| Windische Gasse 4                                     | Paul Wertheim (1885–1942)                       | 18.3.2015    |      | |
| Windische Gasse 4                                     | Ida Wertheim (1884 – ermordet)                  | 18.3.2015    |      | |
| Windische Gasse 4                                     | Heinz Wertheim (1921–1943)                      | 18.3.2015    |      | |
| Windische Gasse 4                                     | Erna Wertheim (1922 – ermordet)                 | 18.3.2015    |      | |
| Windische Gasse 4                                     | Senta Wertheim (1922–1944)                      | 18.3.2015    |      | |
| Wilhelmstraße 23                                      | Walter Stern (1909 – überlebte)                 | 9.11.2015    |      | |
| Petristraße 6                                         | Schachma „Sally“ Neuwirth (1888 – ermordet)     | 9.11.2015    |      | |
| Petristraße 6                                         | Syme „Zilly“ Neuwirth (1888 – ermordet)         | 9.11.2015    |      | |
| Petristraße 6                                         | Adele Neuwirth (1915 – ermordet)                | 9.11.2015    |      | |
| Petristraße 6                                         | Lotte Neuwirth (1925 – ermordet)                | 9.11.2015    |      | |
| Petristraße 6                                         | Sezel „Cilly“ Neuwirth (1911 – ermordet)        | 9.11.2015    |      | |
| Schillerstraße 14                                     | Sophie Schweitzer (1883–1953)                   | 9.11.2015    |      | |
| Bonifatiusstraße 7                                    | Moritz Meyers (1894 – ermordet)                 | 9.11.2015    |      | |
| Auf der Rinne 31 (Raphaelsheim)                       | Rudolf Böhmer (1928–1968)                       | 9.11.2015    |      | |